# Уэст-Сент-Пол (город, Миннесота)
Уэст-Сент-Пол (англ. West St. Paul) — город в округе Дакота, штат Миннесота, США. На площади 13 км² (13 км² — суша, 0,1 км² — вода), согласно переписи 2002 года, проживают 19 405 человек. Плотность населения составляет 1495,8 чел./км².
- Телефонный код города — 651
- Почтовый индекс — 55118
- FIPS-код города — 27-69700[1]
- GNIS-идентификатор — 0654003[2]